# 普拉特科費爾山
46°30′48″N 11°42′59″E / 46.513328°N 11.716332°E

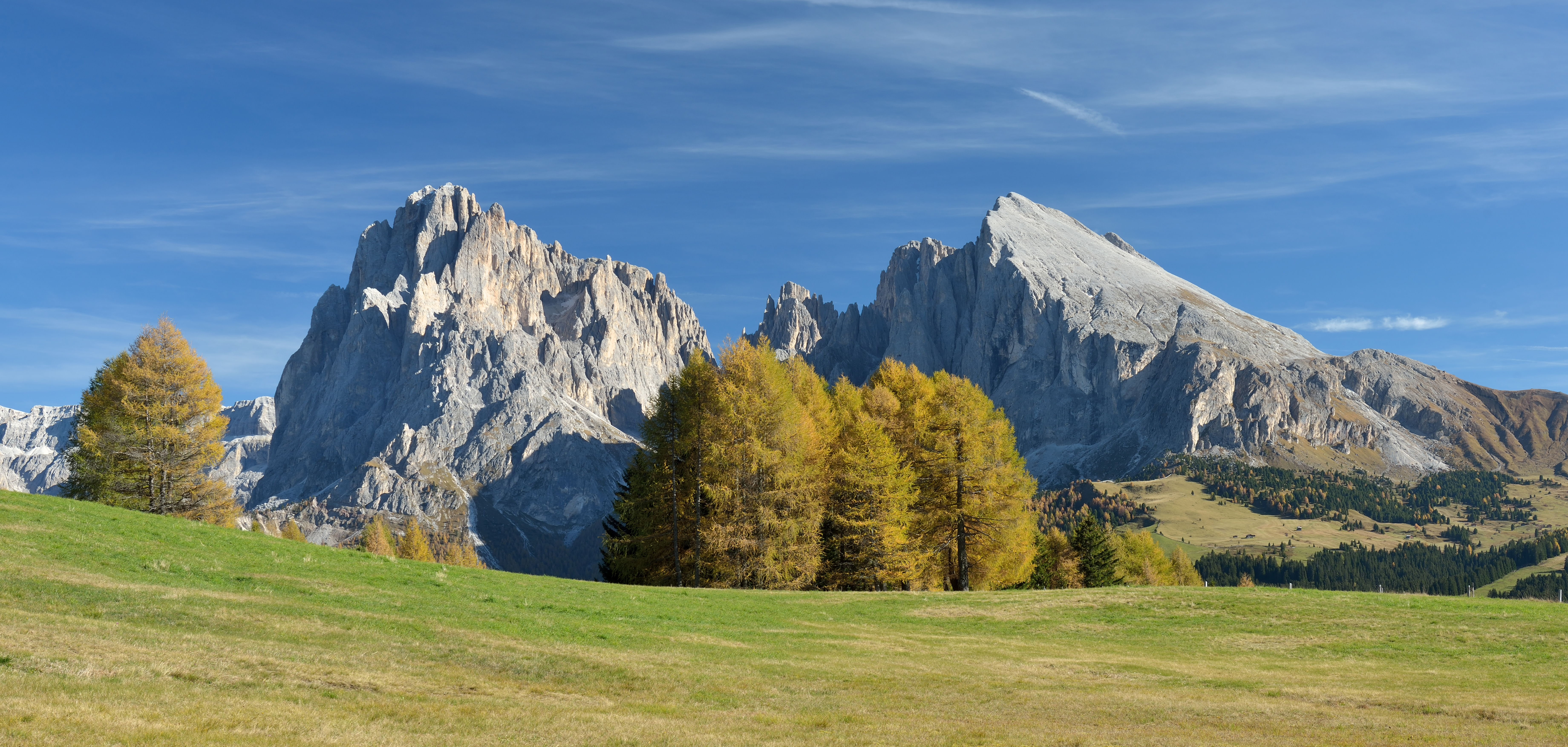

普拉特科費爾山（義大利語：Sassopiatto），是意大利的山峰，位於該國東北部，處於博爾扎諾-南蒂羅爾自治省和特倫托自治省接壤的邊界，屬於蘭科費爾山脈的一部分，距離察恩科費爾山0.5公里，海拔高度2,964米。